# Алън Кол
Алън Кол (на английски: Allan Cole) е американски писател на бестселъри в жанра научна фантастика, журналист, и сценарист на телевизионни сериали и филми. Като писател работи предимно в съавторство с Крис Бънч (1943 – 2005), автор на научна фантастика.

## Биография и творчество
Алън Кол е роден през 1943 г. във Филаделфия, Пенсилвания, САЩ. Израства в Европа, Близкия и Далечен изток, следвайки баща си, който е бил служител на ЦРУ. Кол учи в тридесет и две училища, и живее в много страни. Най-ярки спомени има от Кипър с неговата атмосфера и древна история разказана от учителя му Джим Деметракис. След приключване на назначенията на баща му, семейството се мести в Калифорния, където Кол завършва средното си образование.
Кол отхвърля предложенията да се превърне в агент на ЦРУ като баща си и търси собственото си призвание. Известно време работи като готвач в няколко ресторанта в Лос Анджелис. От 1965 г. тръгва по пътя на журналистиката. Работи като разследващ репортер и редактор на вестник „Лос Анджелис Таймс“ в продължение на 14 години. Пише остри материали за знакови убийства и крадливи държавни служители, за което получава редица награди.
Въпреки успешната си кариера като журналист Алън Кол е повече известен като писател. От 1976 г. заедно с Крис Бънч, с когото са познати още от последната година в колежа, започва да работи за написването на научнофантастични романи. Коул се жени за Катрин, сестрата на Крис Бънч, което предопределя тяхната дългогодишна семейна и творческа връзка. Пише първите си произведения едновременно с работата си като журналист. През 1979 г. продава първия си роман и първия си голям сценарий, след което напуска журналистиката и изцяло се отдава на писателската си кариера.
Първоначално Кол пише предимно сценарии и текстове за телевизионни сериали и телевизионни филми за Холивуд. До края на 80-те години е изготвил е повече от 100 сценария за различни епизоди на 25 телевизионни продукции.
Първият роман от емблематичната научнофантастична поредица „Стен“, или наричана още „Хрониките на Стен“, излиза през 1982 г. Основната характеристика на серията е екшъна и хумора, но всъщност представлява хиперболизирана политическа критика. Тя разчупва схемата използвана от много автори за герои и монархии имащи донякъде фашистки идеали. С поредицата се визират реалностите на политиката и властта, и се издига като герой човек от работническата класа, който се развива като истински и реалистичен герой.
Следва началото на още две много успешни поредици. През 1985 г. двамата издават първия роман „Далечно царство“ от серията „Антерос“, а през 1987 г. „A Reckoning for Kings: A Novel of Vietnam“ от серията „Шанън“. Книгите стават бестселъри и дават възможност на Кол да се съсредоточи върху писането на романи и продължението на отделните серии.
През 1993 г. Кол, заедно със семейството си напуска Лос Анджелис и живее на различни места в малки градове като Илуейко, Вашингтон, или ранчо в Елефант Бът, Ню Мексико, и крайбрежието на Калифорния, докато се установи във Флорида. Това го вдъхновява за нови произведения и през тези години написва самостоятелната си фентъзи серия „Приказки от Тимур“ и черновите на някои от документалните си книги.
В края на 90-те заедно с чичо си Томас Граб написват документалната книга „A Cop's Life“ въз основа на опита на Граб като полицай. След 2000 г. пише два трилъра в съавторство с писателя Ник Перумов.
Произведенията на Кол са преведени на много езици по целия свят.
Алън Кол живее със съпругата си Катрин в Бока Ратон, Флорида, в къща с изглед към канал пълен с риба.

## Произведения

### Произведения написани като Алън Кол

#### Серия „Стен“(Sten) – в съавторство сКрис Бънч
1. Стен, Sten (1982)
2. Вълчи светове, The Wolf Worlds (1984)
3. Дворът на хилядата слънца, The Court of a Thousand Suns (1985)
4. Флотът на прокълнатите, Fleet of the Damned (1988)
5. Отмъщението на прокълнатите, Revenge of the Damned (1989)
6. Завръщането на императора, The Return of the Emperor (1990)
7. Вихър, Vortex (1992)
8. Стен – краят на империята, Empire's End (1993)

допълнителни произведения към серията от Алън Кол
- The Alex Kilgour Joke Book: Sten's Sidekick Unleased! (2011) – сборник анекдоти от романите
- The Sten Cookbook: From The Novel Series By Bunch & Cole (2011) – рецептите на героите за тяхното меню
- Empire Day: 2012: A Sten Celebration (2012)
- Empire Day: 2013: A Sten Celebration (2013)
- Sten And The Star Wanderers (2013) – новела

#### Серия „Антерос“ (Anteros) – в съавторство с Крис Бънч, романи 1,2 и 3
1. Далечно царство, The Far Kingdoms (1985)
2. Битката за Ориса, The Warrior's Tale (1994)
3. Царства на нощта, Kingdoms of the Night (1995)
4. The Warrior Returns (1996)

#### Серия „Шанън“ (Shannon) – в съавторство с Крис Бънч
1. A Reckoning for Kings: A Novel of Vietnam (1987)
2. A Daughter of Liberty (1992)
3. The Wars of the Shannons (2009)

#### Серия „Приказки от Тимур“ (Tales of the Timuras)
1. Wizard of the Winds (1997) – издадена и като „When the Gods Slept“
2. Wolves of the Gods (1998)
3. The God's Awaken (1999)

#### Серия „Върколак“ (Werewolf)
романизация на сериала на Франк Лупо (изготвена в съавторство с Крис Бънч, довършена и издадена след смъртта на Бънч)
1. The Wolf Who Thought He Was A Man (2011)
2. The Black Ship (2011)
3. Let Us Prey (2011)
4. Nightmare In Blue (2011)
5. Wolfhunt (2011)
6. Big Daddy (2011)
7. King Of The Road (2011)
8. A Material Girl (2011)
9. Amazing Grace (2011)

- To Dream Of Wolves – Part 1 (2011)
- To Dream Of Wolves – Part 2 (2011)

#### Самостоятелни романи
- Lords of Terror (2006) – с Ник Перумов
- Freedom Bird (2009) – с Крис Бънч
- The Hate Parallax (2011) – с Ник Перумов
- The Spymaster's Daughter (2013) – със Сюзън Коул Бек

#### Новели
- The Blacksmith's Daughter (2005)

#### Пиеси
- The Further Adventures Of Huckleberry Finn (2012) – в съавторство с Крис Бънч

#### Документалистика
- A Cop's Life: Philadelphia, 1953 – 1983 (2000) – с Томас Граб
- Tales Of The Blue Meanie (2008)
- Lucky In Cyprus: A Truce Story About A Teacher, Some Terrorists, An Earthquake And The CIA (2008) – под името Алън „Лъки“ Кол
- My Hollywood MisAdventures (2011)

### Произведения написани като Алън Джордж Кол

#### Серия „Южна Флорида“ (South Florida)
- Dying Good (2004) – издадена и като „MacGregor“
- Drowned Hopes (2005)
- MacGregor In: Dying Good: The Novel And Screenplay (2011)

### Филмография – сценарист и автор
- 1978 B.J. and the Bear
- 1979 Mrs. Columbo
- 1979 Paris
- 1979 – 1981 Quincy M.E.
- 1979 – 1981 The Misadventures of Sheriff Lobo
- 1980 Buck Rogers in the 25th Century
- 1980 – 1981 The Incredible Hulk
- 1981 Magnum, P.I.
- 1981 The Big Black Pill – ТВ филм
- 1981 Code Red
- 1982 Gavilan
- 1984 Jessie – ТВ филм
- 1984 The A-Team
- 1984 The Master
- 1984 Jessie
- 1984 Hunter
- 1985 MacGruder and Loud
- 1985 Hell Town
- 1986 Defenders of the Earth
- 1987 Smurfs
- 1987 Dinosaucers
- 1987 – 1988 Werewolf
- 1990 Hardball
- 1990 Shades of LA
- 1994 – 1998 Walker, Texas Ranger